# Marina Viotti
Marina Viotti (* 30. April 1986 in Lausanne) ist eine französisch-schweizerische Opernsängerin (Mezzosopran).

## Leben
Marina Viotti ist die Tochter des Schweizer Dirigenten Marcello Viotti und der französischen Geigerin Marie-Laurence Geneviève Jacqueline Bret. Sie ist die Schwester des Dirigenten Lorenzo Viotti. Sie hat einen weiteren Bruder, Alessandro, Hornist an der Oper von Lyon, und eine jüngere Schwester, Milena, die Hornistin an der Bayerischen Staatsoper ist.
Nachdem sie im Jahr 2000 ein Diplom in Querflöte erhalten hat, übte Marina Viotti verschiedene Musikrichtungen aus, darunter Jazz, Gospel und Metal. Sie studierte außerdem Literatur und Philosophie und absolvierte ein Studium der Betriebswirtschaftslehre in Marseille, bevor sie 2011 nach Wien zog, um eine Ausbildung in Operngesang bei Heidi Brunner zu absolvieren. 2013 gelangte sie in die Klasse von Brigitte Balleys an der Musikhochschule (Haute École de Musique) in Lausanne, wo sie ein Solistendiplom erwarb. Viotti bildete sich anschließend bei Raúl Giménez in Barcelona weiter.
Während ihrer Solokarriere wurde Marina Viotti von der Opéra de Lausanne, dem Opernhaus Zürich und München sowie dem Luzerner Theater engagiert.
Am 26. Juli 2024 trat sie bei der Eröffnungsfeier der Olympischen Sommerspiele 2024 in Paris an der Seite der Metal-Band Gojira mit dem Lied Ah! Ça ira aus der Zeit der französischen Revolution auf, bevor sie L'amour est un oiseau rebelle aus der Oper Carmen vortrug.

## Preise und Auszeichnungen
- 2015: International BelCanto Prize beim Rossini-Festival in Bad Wildbad
- 2016: Dritter Preis beim Concours de Genève
- 2017: Erster Preis beim Kattenburg-Wettbewerb in Lausanne[7]
- 2019: Junger Sänger des Jahres bei den International Opera Awards 2019[13]
- 2022: Schweizer Musikpreis vom Schweizer Bundesamt für Kultur[14]
- 2023: Opernsänger des Jahres bei den Victoires de la musique classique[15]